# يوشياكي منابي
يوشياكي منابي (باليابانية: 真鍋吉明؛ بالكانا: まなべ よしあき) هو موسيقي ياباني، ولد في 2 أكتوبر 1962 في سابورو في اليابان.

## وصلات خارجية
- يوشياكي منابي على موقع ميوزك برينز (الإنجليزية)